# Javier Castillo (beisbolista)
Javier Castillo (nacido el 29 de agosto de 1983 en Chitré, Provincia de Herrera, Panamá) es un jugador de béisbol de ligas menores que se destaca por estar en el roster de Panamá para el Clásico Mundial de Béisbol de 2006 y el Clásico Mundial de Béisbol de 2009. Ha jugado profesionalmente desde 2002 en el sistema agrícola de los Chicago White Sox. 

## Carrera
En 2002, jugó con los Medias Blancas de la Liga Dominicana de Verano, bateando .193 en 2002 y .238 en 2003. Con los Bristol White Sox en 2004, bateó .272 en 60 juegos. Baseball América lo clasificó como el 17.º mejor prospecto de la liga ese año. Dividió la temporada 2005 entre los Great Falls White Sox y los Kannapolis Intimidators, bateando .219 con los primeros y .226 con los segundos. En 2006, volvió a jugar con Kannapolis, bateando .256 en 94 juegos. Con los Winston-Salem Warthogs y Charlotte Knights en 2007, bateó un promedio combinado de .283 en 119 juegos. En 2008, jugó para los Knights y los Birmingham Barons, bateando un promedio combinado de .289 en 102 juegos.  jugó en 2010 para los Charlotte Knights en el sistema agrícola de los White Sox, donde bateó .200 en 15 juegos.

## Selección nacional
Apareció en dos juegos del Clásico Mundial de Béisbol 2006,Bateó .313 en la Copa América de Béisbol 2008, En el Clásico Mundial de Béisbol 2009, bateó .375 en ocho turnos al bate.

## enlaces externos
- Esta obra contiene una traducción  derivada de «Javier Castillo» de Wikipedia en inglés, publicada por sus editores bajo la Licencia de documentación libre de GNU y la Licencia Creative Commons Atribución-CompartirIgual 4.0 Internacional.
- Javier Castillo en MLB

- Datos: Q6165466